# مسجد بین راهی اوقاف
مسجد بین راهی اوقاف یک آبادی در ایران است که در استان یزد واقع شده‌است.